# 21558 Alisonliu
21558 Alisonliu (1998 QW77) là một tiểu hành tinh vành đai chính được phát hiện ngày 24 tháng 8 năm 1998 bởi Nhóm nghiên cứu tiểu hành tinh gần Trái Đất phòng thí nghiệm Lincoln ở Socorro.